# Кумерлоти (Тренто)
Кумерлоти је насеље у Италији у округу Тренто, региону Трентино-Јужни Тирол.
Према процени из 2011. у насељу је живело 97 становника. Насеље се налази на надморској висини од 162 м.